# Вікі Галіндо
Ві́кі Галі́ндо  (англ. Vicky Galindo; нар. 22 грудня 1983) — американська софтболістка, олімпійська медалістка.

## Виступи на Олімпіадах
| Олімпіада  | Дисципліна | Місце |
| ---------- | ---------- | ----- |
| Пекін 2008 | софтбол    | 2     |

## Особисте життя
Вікі Галіндо є відкритою бісексуалкою.